# حزب القراصنة المغربي
حزب القراصنة المغربي (بالفرنسية: Parti Pirate Maroccain)‏ هو حزب سياسي مغربي وهو غير معروف في النظام السياسي وهو الآن يتكون من مجموعة من عشرات الشباب المشاركين في عدة أنشطة أخرى جمعوية ومهنية وهو يعد من أولى التمديدات حزب القراصنة على مستوى القارة الإفريقية بعد حزب القراصنة التونسي وهو عضو في حزب القراصنة العالمي.

## روابط خارجية
- الموقع الرسمي لحزب القراصنة المغربي نسخة محفوظة 23 أبريل 2017 على موقع واي باك مشين. (بالفرنسية)
- القراصنة يروجون «للحكم المفتوح»، رضا محسن،Le Soir Echos ،14/12/2011
- حزب القراصنة المغربي، ما هذا!، ياسين الفاضلي،28/01/2012
- القراصنة في هجوم من السياسة[وصلة مكسورة]، زكرياء شكرالله، Actuel، 29/10/2011
- حزب «قراصنة الإنترنت» يكتسح أوروبا والبلدان العربية، أريبيان بزنس، 26/09/2011